# Dobrąg
DobrąG [pronunciación en polaco: /ˈdɔbrɔnk/] (en alemán: Debrong) es un asentamiento en el distrito administrativo de Gmina Barczewo, dentro del Condado de Olsztyn, Voivodato de Varmia y Masuria, en Polonia del norte. Se encuentra aproximadamente a 6 kilómetros al este de Barczewo y a 18 kilómetros al este de la capital regional Olsztyn.
Antes de 1772, el área fue parte del Reino de Polonia, desde 1772 hasta 1945 Prusia y Alemania (Prusia Oriental).
El poblamiento tiene una población de 4 habitantes.